# 41 Dywizjon Rakietowy Obrony Powietrznej
41 dywizjon rakietowy Obrony Powietrznej (41 dr OP) – samodzielny pododdział Wojska Polskiego.
Dywizjon  sformowany został w 1969 w Glicku, podlegał dowódcy 26 Brygady Rakietowej Obrony Powietrznej. Rozformowany został w 2008 roku

## Historia
Na podstawie rozkazu dowódcy WOPK Nr 0013 z 6 grudnia 1968, w dniu 20 kwietnia 1969 w 37. dr OP rozpoczął się proces formowania dywizjonu.
11 sierpnia 1969 41 Dywizjon Ogniowy OPK opuścił Glicko i przemieścił się do swojego docelowego miejsca służby w m. Mrzeżyno.
W czerwcu 1970 na poligonie w Aszułuku, w ZSRR odbyło się pierwsze strzelanie bojowe, a kolejne w latach 1974 i 1983 z PZR S–75M Wołchow.
W sierpniu 1986 dywizjon został przezbrojony z PZR S–75 Wołchow na PZR S-125M Newa.
W latach 1989, 1994, 1995, 1999 i 2005 odbyły się strzelania bojowe z PZR S-125M Newa i S-125M Newa-SC.
Na wiosnę 1993 dywizjon kolejny raz został przezbrojony, tym razem na samobieżny PZR S–125M Newa-SC.
W październiku 2001 41 dr OP i 71 dr OP zostały organizacyjnie podporządkowane dowódcy 78. pułku rakietowego OP w Mrzeżynie.

Na podstawie Rozkazu Dowódcy Sił Powietrznych nr Z-0117 z dnia 30 maja 2008, dywizjon został do końca roku 2008 rozformowany, a z dniem 1 stycznia 2009 włączony w struktury organizacyjne 78 pr OP jako 3 dywizjon ogniowy.

## Dowódcy dywizjonu
- 1970–1973 – mjr dypl. Alojzy Dahlke
- 1974–1978 – kpt. Mieczysław Koźbiał
- 1978–1998 – ppłk Edward Mazur
- 1998–2008 – ppłk mgr inż. Mariusz Zagdański